# توموكازو ناغيرا
توموكازو ناغيرا (باليابانية: 柳楽 智和) (17 أكتوبر 1985 في إزومو في اليابان – )؛ هو لاعب كرة قدم ياباني سابق كان يلعب كمدافع.

## وصلات خارجية
- توموكازو ناغيرا على موقع الاتحاد الدولي (مؤرشف)  (الإنجليزية)
- توموكازو ناغيرا على موقع رابطة كرة القدم اليابانية للمحترفين (اليابانية)
- توموكازو ناغيرا على موقع قاعدة بيانات كرة القدم.إي يو (الإنجليزية)
- توموكازو ناغيرا على موقع Soccerway.com (الإنجليزية)
- توموكازو ناغيرا على موقع عالم كرة القدم.نت (الإنجليزية)